# Moreno Mannini
Moreno Mannini (Imola, 15 agosto 1962) è un ex calciatore italiano, di ruolo difensore.

## Carriera

### Giocatore

#### Club

Mannini (a sinistra) in maglia blucerchiata nel 1990, alle prese con il milanista Marco van Basten.

Dopo stagioni a Forlì ed Imola, non ancora ventenne, viene acquistato dal Como, giocando da terzino destro e diventa nel giro di pochi mesi, titolare della squadra lariana, in serie B.
Nel 1984 va alla Sampdoria: con il club genovese giocherà 15 stagioni, vincendo 4 Coppe Italia, una Coppa delle Coppe, uno scudetto e una Supercoppa italiana. Nel 1999 la Sampdoria retrocede in Serie B. Mannini, dopo una stagione in contrasto con l'allenatore Luciano Spalletti, lascia la squadra con un totale di 501 presenze in blucerchiato, secondo solo a Roberto Mancini.
In seguito gioca per alcuni mesi nel Nottingham Forest del suo ex compagno di squadra David Platt, ottenendo 10 presenze. Chiude la carriera con una presenza nella squadra della sua città natale.

#### Nazionale
Nel 1990 viene convocato in due occasioni da Azeglio Vicini, senza scendere in campo. Esordisce in maglia azzurra nel 1992 e colleziona dieci presenze (tre delle quali in gare di qualificazione per il campionato del mondo 1994), tutte sotto la gestione di Arrigo Sacchi.

### Dopo il ritiro
Nel 2008 ha partecipato in un cameo alla pellicola Amore, bugie & calcetto di Luca Lucini, interpretando sé stesso assieme ad altri ex calciatori.

## Statistiche

### Presenze e reti nei club
| Stagione         | Squadra           | Campionato       | Campionato | Campionato | Coppe nazionali | Coppe nazionali | Coppe nazionali | Coppe continentali | Coppe continentali | Coppe continentali | Altre coppe | Altre coppe | Altre coppe | Totale | Totale |
| Stagione         | Squadra           | Comp             | Pres       | Reti       | Comp            | Pres            | Reti            | Comp               | Pres               | Reti               | Comp        | Pres        | Reti        | Pres   | Reti   |
| ---------------- | ----------------- | ---------------- | ---------- | ---------- | --------------- | --------------- | --------------- | ------------------ | ------------------ | ------------------ | ----------- | ----------- | ----------- | ------ | ------ |
| 1980-1981        | Imola             | D                | 25         | 2          | CI-D            | ?               | ?               | -                  | -                  | -                  | -           | -           | -           | 25+    | 2+     |
| 1981-1982        | Forlì             | C1               | 10         | 1          | CI-C            | ?               | ?               | -                  | -                  | -                  | -           | -           | -           | 10+    | 1+     |
| 1982-1983        | Como              | B                | 17+2       | 2+0        | CI              | 4               | 0               | -                  | -                  | -                  | -           | -           | -           | 23     | 2      |
| 1983-1984        | Como              | B                | 36         | 3          | CI              | 3               | 0               | -                  | -                  | -                  | -           | -           | -           | 39     | 3      |
| Totale Como      | Totale Como       | Totale Como      | 53+2       | 5          |                 | 7               | 0               |                    | -                  | -                  |             | -           | -           | 62     | 5      |
| 1984-1985        | Sampdoria         | A                | 24         | 0          | CI              | 7               | 0               | -                  | -                  | -                  | -           | -           | -           | 31     | 0      |
| 1985-1986        | Sampdoria         | A                | 26         | 1          | CI              | 10              | 0               | CdC                | 4                  | 0                  | -           | -           | -           | 40     | 1      |
| 1986-1987        | Sampdoria         | A                | 28+1       | 1+0        | CI              | 5               | 1               | -                  | -                  | -                  | -           | -           | -           | 34     | 2      |
| 1987-1988        | Sampdoria         | A                | 29         | 2          | CI              | 13              | 0               | -                  | -                  | -                  | -           | -           | -           | 42     | 2      |
| 1988-1989        | Sampdoria         | A                | 18         | 0          | CI              | 6               | 0               | CdC                | 7                  | 0                  | SI          | 0           | 0           | 31     | 0      |
| 1989-1990        | Sampdoria         | A                | 29         | 0          | CI              | 4               | 0               | CdC                | 7                  | 0                  | SI          | 1           | 0           | 41     | 0      |
| 1990-1991        | Sampdoria         | A                | 26         | 2          | CI              | 7               | 0               | CdC                | 5                  | 0                  | SU          | 1           | 0           | 39     | 2      |
| 1991-1992        | Sampdoria         | A                | 28         | 0          | CI              | 5               | 0               | CC                 | 10                 | 0                  | SI          | 1           | 0           | 44     | 0      |
| 1992-1993        | Sampdoria         | A                | 27         | 0          | CI              | 2               | 0               | -                  | -                  | -                  | -           | -           | -           | 29     | 0      |
| 1993-1994        | Sampdoria         | A                | 30         | 0          | CI              | 5               | 0               | -                  | -                  | -                  | -           | -           | -           | 35     | 0      |
| 1994-1995        | Sampdoria         | A                | 28         | 0          | CI              | 2               | 0               | CdC                | 6                  | 0                  | SI          | 0           | 0           | 36     | 0      |
| 1995-1996        | Sampdoria         | A                | 27         | 1          | CI              | 2               | 0               | -                  | -                  | -                  | -           | -           | -           | 29     | 1      |
| 1996-1997        | Sampdoria         | A                | 22         | 0          | CI              | 1               | 0               | -                  | -                  | -                  | -           | -           | -           | 23     | 0      |
| 1997-1998        | Sampdoria         | A                | 25         | 0          | CI              | 3               | 0               | CU                 | 2                  | 0                  | -           | -           | -           | 30     | 0      |
| 1998-1999        | Sampdoria         | A                | 10         | 0          | CI              | 1               | 0               | Int                | 6                  | 0                  | -           | -           | -           | 17     | 0      |
| Totale Sampdoria | Totale Sampdoria  | Totale Sampdoria | 377+1      | 7          |                 | 73              | 1               |                    | 47                 | 0                  |             | 3           | 0           | 501    | 8      |
| 1999-gen. 2000   | Nottingham Forest | FD               | 10         | 0          | FACup+CdL       | 0+1             | 0               | -                  | -                  | -                  | -           | -           | -           | 11     | 0      |
| gen.-giu. 2000   | Imola             | C2               | 1          | 0          | CI-C            | 0               | 0               | -                  | -                  | -                  | -           | -           | -           | 1      | 0      |
| Totale Imola     | Totale Imola      | Totale Imola     | 26         | 2          |                 | 0+              | 0+              |                    | -                  | -                  |             | -           | -           | 26+    | 2+     |
| Totale carriera  | Totale carriera   | Totale carriera  | 479        | 15         |                 | 81+             | 1+              |                    | 47                 | 0                  |             | 3           | 0           | 610+   | 16+    |

### Cronologia presenze e reti in nazionale
| Cronologia completa delle presenze e delle reti in nazionale ― Italia | Cronologia completa delle presenze e delle reti in nazionale ― Italia | Cronologia completa delle presenze e delle reti in nazionale ― Italia | Cronologia completa delle presenze e delle reti in nazionale ― Italia | Cronologia completa delle presenze e delle reti in nazionale ― Italia | Cronologia completa delle presenze e delle reti in nazionale ― Italia | Cronologia completa delle presenze e delle reti in nazionale ― Italia | Cronologia completa delle presenze e delle reti in nazionale ― Italia |
| Data                                                                  | Città                                                                 | In casa                                                               | Risultato                                                             | Ospiti                                                                | Competizione                                                          | Reti                                                                  | Note                                                                  |
| --------------------------------------------------------------------- | --------------------------------------------------------------------- | --------------------------------------------------------------------- | --------------------------------------------------------------------- | --------------------------------------------------------------------- | --------------------------------------------------------------------- | --------------------------------------------------------------------- | --------------------------------------------------------------------- |
| 19-2-1992                                                             | Cesena                                                                | Italia                                                                | 4 – 0                                                                 | San Marino                                                            | Amichevole                                                            | -                                                                     | 46’                                                                   |
| 25-3-1992                                                             | Torino                                                                | Italia                                                                | 1 – 0                                                                 | Germania                                                              | Amichevole                                                            | -                                                                     |                                                                       |
| 31-5-1992                                                             | New Haven                                                             | Italia                                                                | 0 – 0                                                                 | Portogallo                                                            | U.S. Cup 1992                                                         | -                                                                     |                                                                       |
| 4-6-1992                                                              | Boston                                                                | Italia                                                                | 2 – 0                                                                 | Irlanda                                                               | U.S. Cup 1992                                                         | -                                                                     | 51’                                                                   |
| 6-6-1992                                                              | Chicago                                                               | Stati Uniti                                                           | 1 – 1                                                                 | Italia                                                                | U.S. Cup 1992                                                         | -                                                                     |                                                                       |
| 9-9-1992                                                              | Eindhoven                                                             | Paesi Bassi                                                           | 2 – 3                                                                 | Italia                                                                | Amichevole                                                            | -                                                                     |                                                                       |
| 18-11-1992                                                            | Glasgow                                                               | Scozia                                                                | 0 – 0                                                                 | Italia                                                                | Qual. Mondiali 1994                                                   | -                                                                     |                                                                       |
| 20-1-1993                                                             | Firenze                                                               | Italia                                                                | 2 – 0                                                                 | Messico                                                               | Amichevole                                                            | -                                                                     |                                                                       |
| 14-4-1993                                                             | Trieste                                                               | Italia                                                                | 2 – 0                                                                 | Estonia                                                               | Qual. Mondiali 1994                                                   | -                                                                     | 46’                                                                   |
| 1-5-1993                                                              | Berna                                                                 | Svizzera                                                              | 1 – 0                                                                 | Italia                                                                | Qual. Mondiali 1994                                                   | -                                                                     |                                                                       |
| Totale                                                                |                                                                       | Presenze                                                              | 10                                                                    |                                                                       | Reti                                                                  | 0                                                                     |                                                                       |

## Palmarès

### Club

#### Competizioni nazionali

Da destra: Mannini festeggia con i compagni Gianluca Vialli e Fausto Pari la conquista del primo scudetto sampdoriano nel 1991.

- Campionato italiano: 1

Sampdoria: 1990-1991
- Coppa Italia: 4

Sampdoria: 1984-1985, 1987-1988, 1988-1989, 1993-1994
- Supercoppa italiana: 1

Sampdoria: 1991

#### Competizioni internazionali
- Coppa delle Coppe: 1

Sampdoria: 1989-1990